# Anna Maria Theresia von der Recke
Anna Maria Theresia von der Recke zu Steinfurt, född 1710, död 1765, var en tysk industrimagnat. Hon utvecklade gruvindustrin i Wocklum, som räknas till en pionjärverksamhet inom sitt fack i det dåtida Tyskland.
Anna Maria Theresia von der Recke var dotter till Johann Matthias von der Recke zu Steinfurt, tillhörande den urgamla westfaliska adelsfamiljen von der Recke, och Anna Adolfina Wolff-Metternich zu Gracht. Hon gifte sig med påvligt tillstånd med den tidigare domaren Franz Kaspar Ferdinand von Landsberg zu Erwitte, som vid 62 års ålder tvingades avsäga sig det katolska prästämbetet och gifta sig på grund av sina sista släktingars död.
Efter sin makes död 1748 bedrev hon betydande handels- och gruvverksamhet. Hon kom från en familj med långa gruvtraditioner. Som änka övertog hon det sågverk maken uppfört 1743. År 1748 lät hon bygga ett järnbruk. År 1752 förvärvade hon egendomen Eisborn med tillhörande kyrkliga skyddsrättigheter. Detta var också förknippat med ett stort skogsinnehav, som användes inte minst för produktion av träkol för kommersiell verksamhet. Sammantaget förvaltade hon verksamheterna på godset Landsberg med stor framgång. Hon spelade också en stor roll i färdigställandet av det nya slottet Landsberg. Den genomarbetade barockportalen visar dubbla vapen från Landsbergs och Recke. 
1758 överlät hon förvaltningen av egendomen till sin son Clemens August, som på den grund hon lagt byggde en betydande verksamhet. Idag kan man i Luisenhütte Wocklum se en spisplatta gjuten där med hennes namn och årtalet 1748.